# Арш (Вогези)
Арш (фр. Arches (Vosges)) је насељено место у Француској у региону Лорена, у департману Вогези.
По подацима из 2011. године у општини је живело 1673 становника, а густина насељености је износила 95,6 становника/km².

## Демографија
| 1962. | 1968. | 1975. | 1982. | 1990. | 2011. |
| ----- | ----- | ----- | ----- | ----- | ----- |
| 1.572 | 1.588 | 1.523 | 1.718 | 1.737 | 1.673 |